# Rewizjonistyczny western

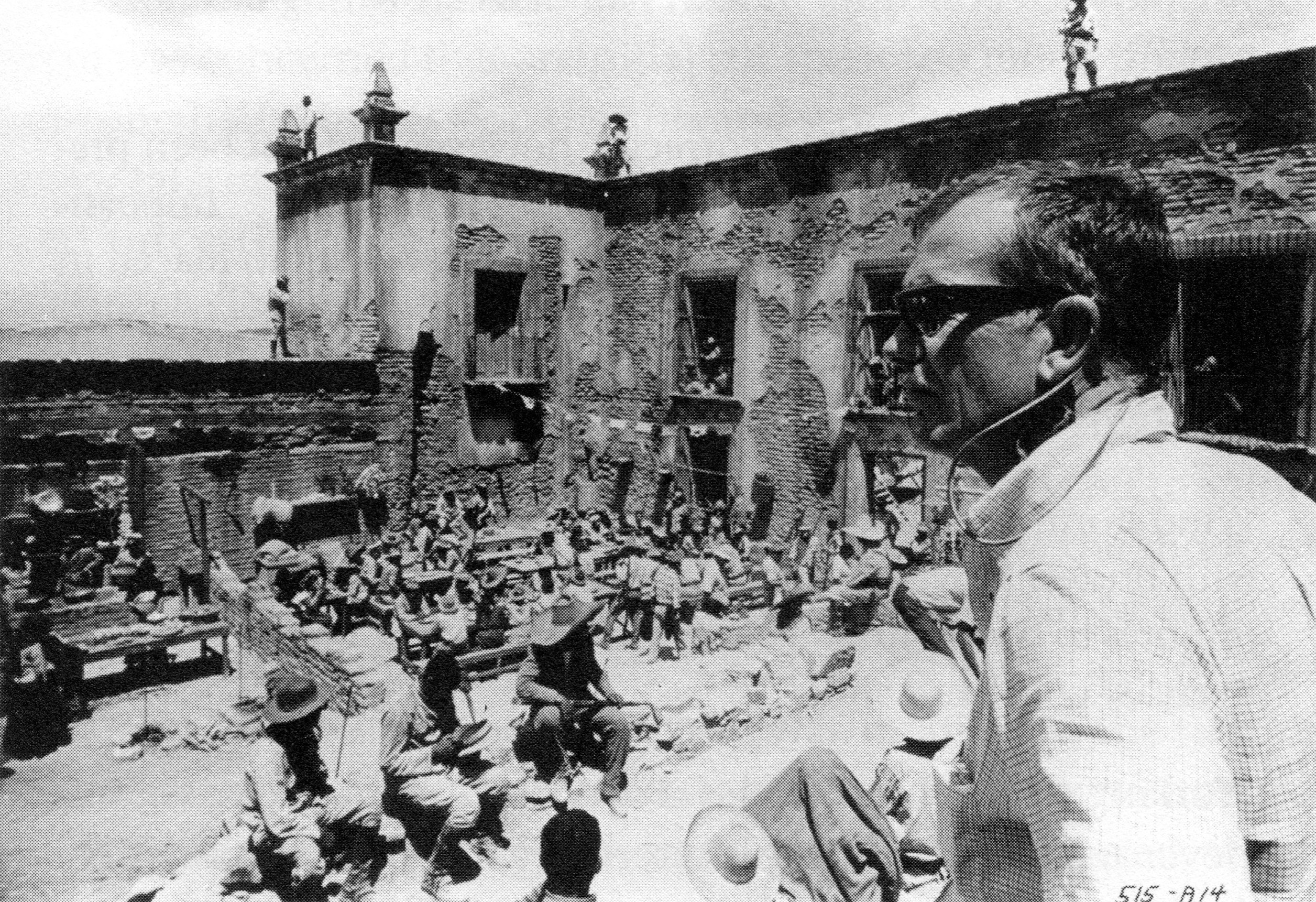
Werk z filmu Dzika banda (1969) Sama Peckinpaha (z prawej), podczas kręcenia drastycznej finałowej sekwencji w Agua Verde

Rewizjonistyczny western (ang. Revisionist Western), antywestern – nurt w westernie literackim i filmowym, który podawał w wątpliwość wartości przypisywane klasycznemu westernowi, a więc wyraźny podział na dobro i zło, konflikt cywilizacji z naturą oraz obecność honorowo postępujących rewolwerowców.

## Historia i charakterystyka
Pojawienie się rewizjonistycznego westernu przypadło na zmianę amerykańskich wartości z późnych lat 60. Westerny rewizjonistyczne, które podążały za przemianami kontrkulturowymi w owym momencie, kwestionowały wyżej wspomniane mity narosłe w klasycznym westernie. Richard Slotkin wyróżnił w rewizjonistycznej odmianie westernu filmy: formalistyczne, neorealistyczne i kontrkulturowe. Te ostatnie mieszały mroczną, bliższą prawdy wizję rzeczywistości Dzikiego Zachodu, z elementami fantastycznymi oraz oddaniem głosu represjonowanym dotąd mniejszościom, między innymi Indianom Ameryki Północnej.
Zapowiedzią rewizjonistycznego westernu była włoska odmiana filmu kowbojskiego, nazywana potocznie spaghetti westernami, w której wpływy neorealistyczne wiązały się z obalaniem mitu amerykańskiego pogranicza i forsowaniem nowego typu bohaterów – najemników bądź rewolwerowców bez skrupułów moralnych (przykłady: Dobry, zły i brzydki, 1966, Sergia Leone; La resa dei conti, 1966; Sergia Sollimy; Człowiek zwany Ciszą, 1968, Sergia Corbucciego). Przełom w rozwoju nurtu przyniosły niezwykle brutalna twórczość Sama Peckinpaha (Dzika banda, 1969) oraz filmy pokroju Małego Wielkiego Człowieka (1969) Arthura Penna, ukazujące przemoc kolonialną białych osadników wobec Czejenów. Tropem Peckinpaha i Penna podążali inni reżyserzy; Butch Cassidy i Sundance Kid (1969) George'a Roya Hilla gloryfikował tytułowych pospolitych bandytów; Tańczący z wilkami (1991) Kevina Costnera przedstawiał ludy indiańskie jako w dużej mierze bezbronne wobec agresywnych kawalerzystów amerykańskich; Wyjęty spod prawa Josey Wales (1976) Clinta Eastwooda punktował również przemoc symboliczną w postaci przymusowej asymilacji Indian; Bez przebaczenia (1992) tego samego reżysera stanowił oskarżenie wobec westernowej przemocy jako aktu zbrodni, niezależnie od formalnej legitymizacji. Aż poleje się krew (2007) Paula Thomasa Andersona i Zjawa (2015) Alejandra Gonzáleza Iñárritu są innymi sławnymi przykładami westernu rewizjonistycznego, demitologizującymi odpowiednio skutki działalności białych pionierów i osadników.
Rewizjonistyczny western przybierał również formę komediową (czechosłowacki Lemoniadowy Joe, 1963, Oldřicha Lipskiego; Płonące siodła, 1974, Mela Brooksa) oraz postmodernistyczną, w której kwestionowano dominację białego człowieka jako głównego bohatera filmu kowbojskiego. W Szybkich i martwych (1996) Sama Raimiego rewolwerowcem jest kobieta, podczas gdy w Django (2012) Quentina Tarantino głównymi bohaterami są Afroamerykanie z epoki niewolnictwa na amerykańskim Południu.